# Паулаускене, Вилма
Вилма Паулаускене (урожд. Домкуте; лит. Vilma Paulauskienė, род. 21 мая 1966, Шяуляй) — советская и литовская шахматистка.
Чемпионка Литвы 1990 г. Серебряный призёр чемпионатов Литовской ССР 1986 и 1987 годов (в турнире 1987 года разделила 9—10 места, была 2—3 среди литовских участниц, получила серебряную медаль по дополнительным показателям). Бронзовый призёр чемпионатов Литвы 1989 г. (разделила 5—7 места, была 2—4 среди литовских участниц, получила бронзовую медаль на основании дополнительных показателей).
В составе сборной Литвы участница командного чемпионата Европы 1992 г., матча со сборной Латвии 2005 г.
Младшая сестра — Р. Тураускене, международный мастер, чемпионка Литвы (Литовской ССР) 1988 и 2001 гг.
Дочь — Г. Новицкене (Паулаускайте), участница шахматной олимпиады 2012 г. в составе сборной Литвы.

## Основные спортивные результаты
| Год  | Город       | Соревнование                                         | + | − | = | Результат | Место     |
| ---- | ----------- | ---------------------------------------------------- | - | - | - | --------- | --------- |
| 1983 | Вильнюс     | Чемпионат Литовской ССР                              |   |   |   |           | 9         |
| 1984 | Вильнюс     | Чемпионат Литовской ССР                              |   |   |   | 5½ из 13  | 10—11     |
| 1986 | Шяуляй      | Чемпионат Литовской ССР                              |   |   |   | 9 из 12   | 2         |
| 1987 | Шяуляй      | Чемпионат Литовской ССР                              |   |   |   | 6 из 13   | 9 (2)     |
| 1988 | Шяуляй      | Чемпионат Литовской ССР                              |   |   |   | 6 из 12   | 8—9       |
| 1989 | Шяуляй      | Чемпионат Литовской ССР                              |   |   |   | 6 из 11   | 5—7 (2—4) |
| 1990 | Шяуляй      | Чемпионат Литвы                                      |   |   |   | 6½ из 9   | 1         |
| 1992 | Дебрецен    | Командный чемпионат Европы (сборная Литвы, запасная) | 1 | 2 | 1 | 1½ из 4   |           |
| 1994 | Вилкавишкис | Чемпионат Литвы                                      | 4 | 4 | 5 | 6½ из 13  | 8         |
| 2005 | Лиепая      | Матч Латвия — Литва (против Р. Видруской)            | 0 | 0 | 1 | ½ из 1    |           |